# Křesťanský socialismus
Křesťanský socialismus je učení zdůvodňující možnost spojení křesťanských idejí se socialismem na základě toho, že socialistické ideje obsahují již evangelia.
Křesťanský socialismus hlásá usmíření tříd, křesťanskou lásku a ideje přeměny společnosti mravním zdokonalováním lidí.

## Vznik křesťanského socialismu
Moderní křesťanský socialismus vznikl ve 30. – 40. letech 19. století ve Velké Británii, odkud se šířil do dalších evropských zemí i do USA.
Katolická církev byl zpočátku velmi kritická k myšlenkám socialismu, ještě v roce 1878 vydal papež Lev XIII. encykliku Quod Apostolici Muneris, ve které ostře kritizoval "socialismus, komunismus a nihilismus" a varoval, že vzrůstající protektorská role státu povede k potlačení zbožnosti a uctívání státu místo Boha. Ovšem v závěru 19. století katolická církev ztrácela pozici důležitého činitele v evropské společnosti a ve veřejném životě – tradiční katolické země Francie a Rakousko-Uhersko byly poraženy protestantským Pruskem a následné reformy (ale také nesouhlas s dogmatem o papežské neomylnosti) vedly k vypovězení konkordátu ze strany habsburské monarchie a odluce církve a státu ve Francii. Vedoucí představitelé katolické církve pochopili, že se církev se dostává ideově na okraj zájmu a také prostí věřící se obracejí s nadějí spíše k myšlenkovým proudům vůči církvi nepřátelsky naladěným – liberalismu a socialismu. Ojedinělé hlasy a skupiny v katolické církvi, které požadovaly přijetí aspoň některých socialistických myšlenek (které mohly být interpretovány v souladu s Ježíšovým učením i katolickou věroukou) dostaly institucionální zaštítění v roce 1891, kdy Lev XIII. vydal encykliku Rerum novarum, neboli Práva a povinnosti kapitálu a dělnictva, ve které se církev poprvé vážně zaobírala postavením dělníků. Tato encyklika sice zdůraznila nedotknutelnost soukromého vlastnictví a zavrhla socialistické hnutí, protože podporuje nenávist chudých vůči bohatým, ale současně odsoudila špatné zacházení s dělníky a přiznala nutnost jim zajistit určitá práva (například minimální mzdu), právo zakládat odbory, které by tato práva hájily, a rovněž povolila zakládání křesťanských politických stran, které by v národních parlamentech hájily zájmy pracujících i zájmy katolické církve. Myšlenky encykliky Rerum Novarum později doplnily nebo upravily další "sociální" encykliky, zejména Quadragesimo anno Pia XI. (1931), Mater et magistra Jana XXIII. (1961) a Centesimus annus Jana Pavla II. (1991).
V Českých zemích byla hlasatelkou křesťanského socialismu zejména Československá strana lidová. V České republice se hlásí k křesťanskému socialismu zejména Křesťansko-sociální platforma ČSSD. V 90. letech se k němu hlásila Křesťanskosociální unie (KSU), malá politická strana vzniklá odštěpením od KDU-ČSL a působící zejména na jihovýchodní Moravě. Její nástupnickou stranou je od roku 2005 strana Moravané. V roce 2012 vznikla pod vedením faráře Rostislava Kotrče Křesťanská levicová iniciativa, snažící se o dialog mezi křesťany a levicovými stranami, zejména KSČM.

## Přední křesťanští socialisté
- Thomas J. Hagerty
- Karl Barth
- Robert Malachy Burke
- Dorothy Day
- Thomas Hughes
- John Ludlow
- Charles Kingsley
- Frederick Maurice
- F. O. Matthiessen
- Leonhard Ragaz
- Richard Henry Tawney
- Paul Tillich
- Cornel West
- Percy Dearmer
- Viktor Černov
- Dorothee Sölleová
- Jürgen Moltmann
- Tommy Douglas
- Diane Drufenbrock
- Keir Hardie
- Martin Luther King – pravděpodobně nejznámější křesťanský socialista
- Tony Blair
- Rostislav Kotrč